# Salacca griffithii
Salacca griffithii är en enhjärtbladig växtart som beskrevs av Andrew James Henderson. Salacca griffithii ingår i släktet Salacca och familjen Arecaceae. Inga underarter finns listade i Catalogue of Life.